# گوجشوو (استان لوبلین)
گوجشوو (به لاتین: Godziszów) یک روستا در لهستان است که در گمینا گوجشوو واقع شده‌است. گوجشوو ۲٬۲۴۲ نفر جمعیت دارد.